# Gazanak
Gazanak (persiska: گزنک) är en ort i Iran.   Den ligger i provinsen Mazandaran, i den norra delen av landet, 80 km öster om huvudstaden Teheran. Gazanak ligger 1 593 meter över havet och antalet invånare är 323.
Terrängen runt Gazanak är huvudsakligen mycket bergig. Gazanak ligger nere i en dal.Runt Gazanak är det ganska tätbefolkat, med 149 invånare per kvadratkilometer. Närmaste större samhälle är Rīneh, 5,5 km väster om Gazanak. Trakten runt Gazanak består i huvudsak av gräsmarker.